# Colaranea viriditas
Colaranea viriditas är en spindelart som först beskrevs av Arthur Urquhart 1887.  Colaranea viriditas ingår i släktet Colaranea och familjen hjulspindlar. Inga underarter finns listade i Catalogue of Life.